# Суу-Башы (Лейлекский район)

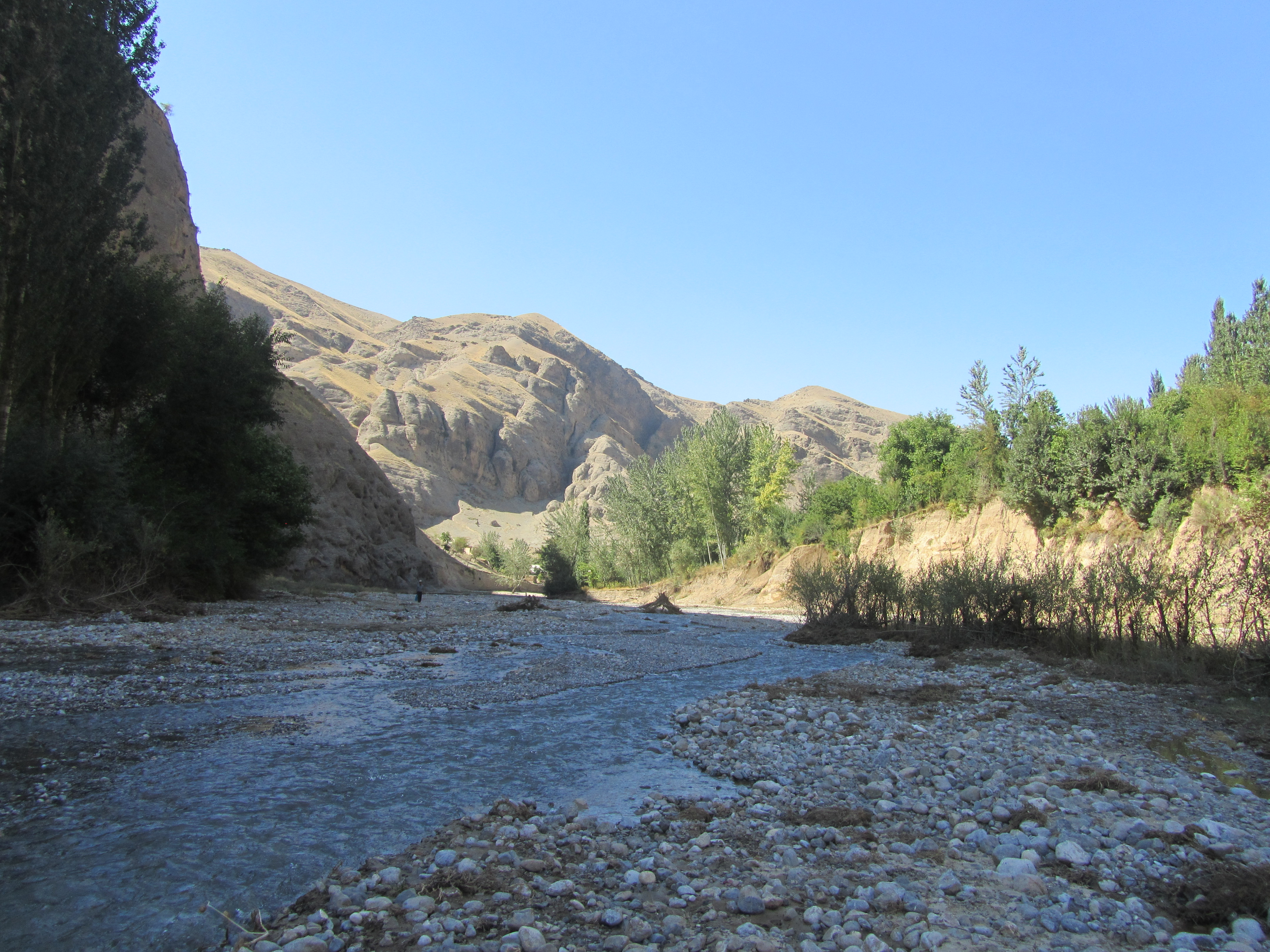

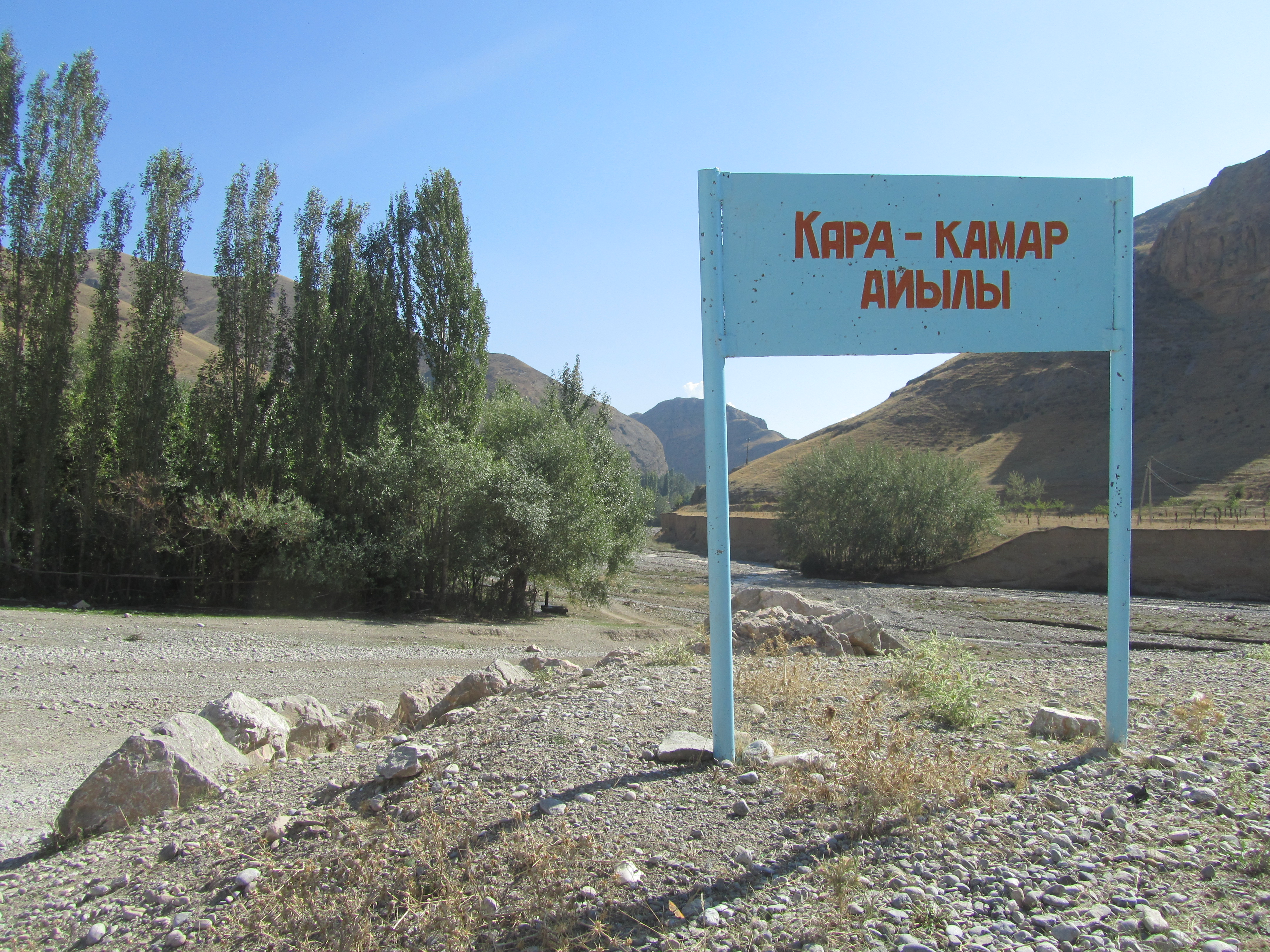
Въезд в село

Суу-Башы (другое название — Кара-Камар, Кара-Кемер) (кирг. Суу-Башы) — село в Лейлекском районе Баткенской области Кыргызстана. Входит в состав Ак-Сууского аильного округа.
Расположено на юго-западе Кыргызстана, вблизи границы с Таджикистаном на берегу реки Кара-Камар.
Согласно переписи 2009 года, население села составляло 503 человека..